# Franz-Josef-Gletscher
Der Franz-Josef-Gletscher (englisch: Franz Josef Glacier, Māori: Kā Roimata o Hine Hukatere) ist ein etwa 10 km langer Gletscher im Westland-Nationalpark auf der Südinsel Neuseelands.

## Namensherkunft
Im Jahr 1852 benannte Leonard Harper Franz-Josef- und Fox-Gletscher nach Victoria und Albert, dem damaligen englischen Königspaar. Da er dies aber nicht offiziell bekannt machte, wurde er 1865 vom deutschen Entdecker Julius von Haast nach Franz Joseph I. von Österreich benannt.

## Geographie
Er befindet sich auf der Westseite der Neuseeländischen Alpen.  Wie sein südlicher Nachbar, der Fox-Gletscher, fließt er von seinem flacheren Nährgebiet die steile Westflanke dieses Gebirges hinunter. Er entwässert über den Waiho River in die Tasmansee.

## Geologie
Entstanden ist der Gletscher aufgrund der besonderen Lage der tektonischen Platten, auf denen sich Aoraki/Mount Cook und seine umliegenden Berge befinden. An der Westküste von Neuseeland treffen zwei Kontinentalplatten aufeinander und haben so ein sehr hohes Bergmassiv direkt an der Küste geformt.

## Klima
Die große Menge an Niederschlag ergibt sich aus der Tatsache, dass warme und feuchte Luft über die Tasmanische See herangeführt wird und an dem hohen Massiv stark abkühlt und ausregnet. Dadurch kommt es auf der Westseite der Südinsel Neuseelands zu etwa zehnmal so viel Niederschlag wie an der Ostküste. 

## Geschichte
Der Gletscher war vor etwa 150.000 Jahren so groß, dass er den Aoraki/Mount Cook und die umliegenden Berge komplett einschloss. Das mehrmalige Schmelzen und Wiederanwachsen des Gletschers hatte zur Folge, dass sich im Tal in Richtung Meer mehrere Hügelketten gebildet haben, die aus dem Moränengestein, das der Gletscher vor sich hergeschoben hat, gebildet wurden. Der Franz-Josef-Gletscher ist ein temperierter Gletscher und fließt pro Tag etwa einen halben Meter. Ein über dem Gletscher abgestürztes Flugzeug wurde deswegen bereits nach vergleichsweise kurzen sieben Jahren wieder vom Eis freigegeben. Die hohe Fließgeschwindigkeit ergibt sich auch durch das viele Wasser, das über Wasserfälle rechts und links des Eises unter den Gletscher fließt und so als eine Art Gleitmittel dient.
Ebenso wie der Fox-Gletscher war auch der Franz-Josef-Gletscher einmal so groß, dass er direkt ins Meer kalbte. Auch heute ist er noch gemeinsam mit dem Fox-Gletscher einer der am niedrigsten über Meereshöhe (ca. 400 m) gelegene Gletscher mittlerer Breite. Nachdem der Gletscher zwischen Ende des 19. Jahrhunderts und 1982 deutlich zurückgegangen war und über 3 km an Länge verloren hatte, begann er seit 1982 wieder um etwa 1 km zu wachsen. Seit 1999 hat sich der Trend wieder umgekehrt und der Gletscher wieder an Masse verloren.
Damit ist der Franz-Josef-Gletscher einer der wenigen großen Gletscher, die bislang nicht so stark von der weltweiten Gletscherschmelze betroffen sind. Bis zum Jahrhundertende wird dennoch damit gerechnet, dass der Gletscher weitere 5 km an Länge und etwa 38 % seiner Masse verlieren wird.

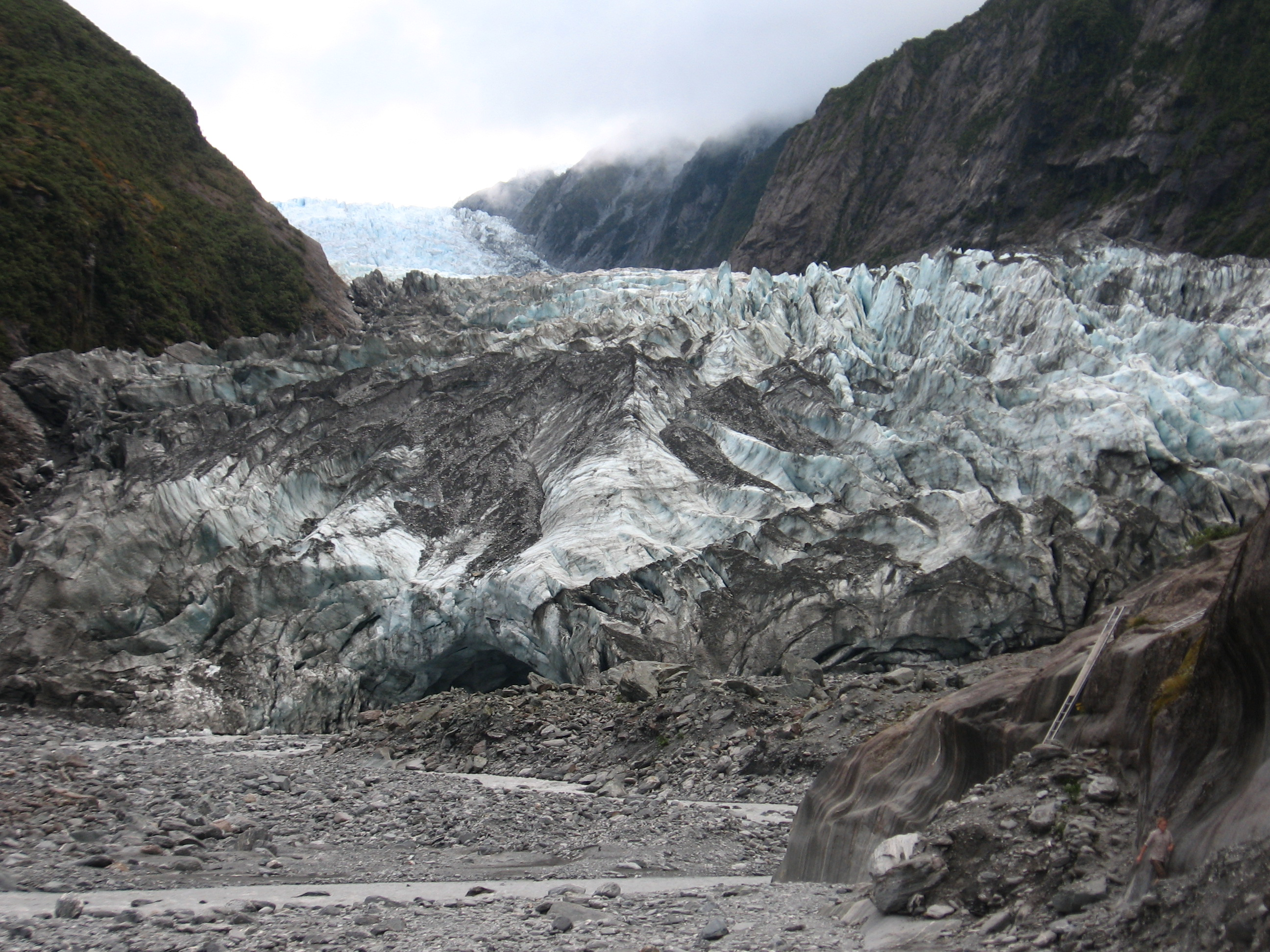
Gletschertor
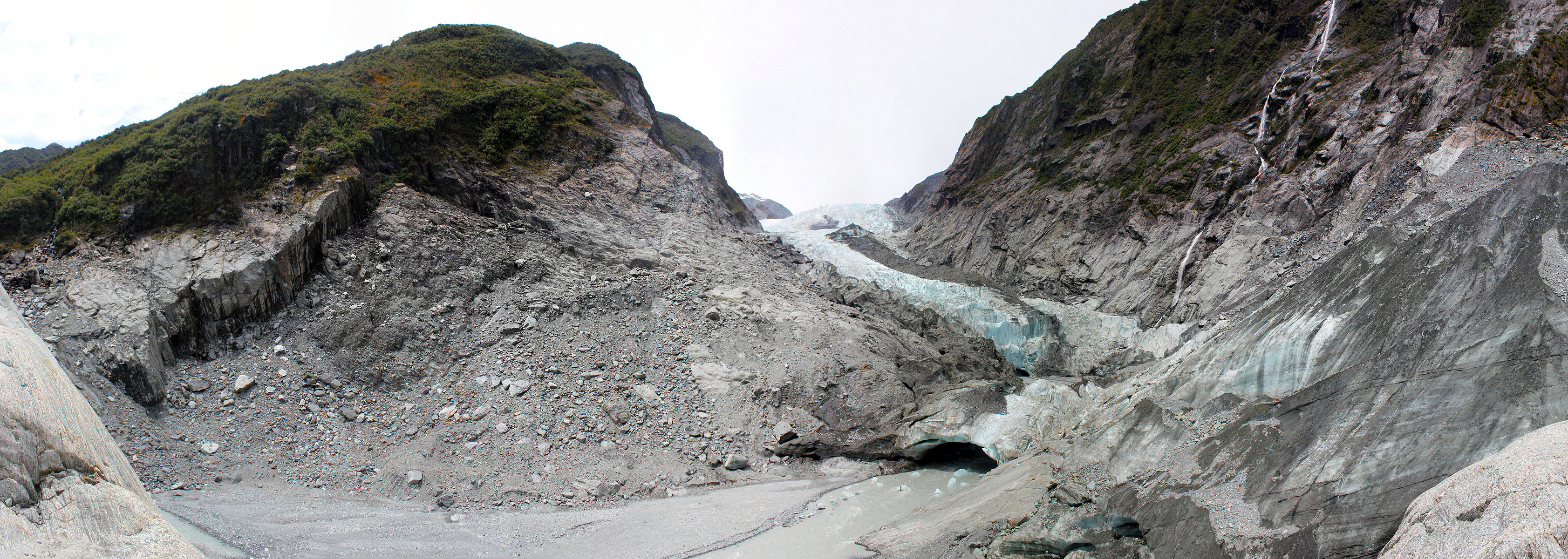
Gletschertor des Franz-Josef-Gletscher 2012